# Karl Friedrich Wilhelm Heyn

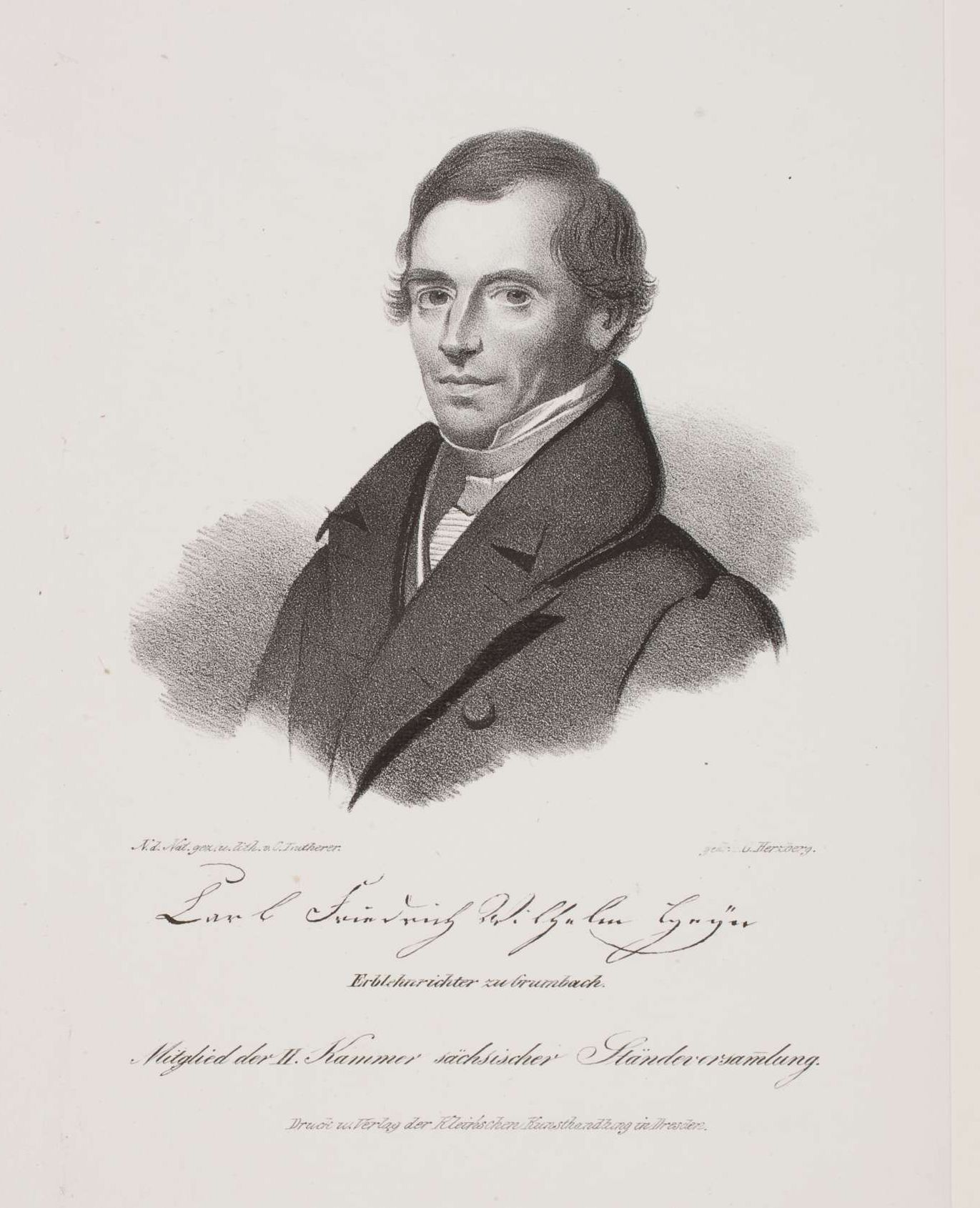
Karl Friedrich Wilhelm Heyn

Karl Friedrich Wilhelm Heyn (* 1. November 1789 in Schmalzgrube; † 29. Mai 1869 in Pöhla) war ein sächsischer Landwirt und Politiker.

## Leben
Heyn war ein Sohn des Erbmühlenbesitzers Johann Gottlob Heyn in Schmalzgrube nahe der sächsisch-böhmischen Grenze. Die väterliche Mahlmühle übernahm er 1808 käuflich. Ende der 1820er Jahre erwarb er das Erbgericht im benachbarten Grumbach und übte vor Ort das Amt des Erbrichters aus. Daneben engagierte er sich fast 30 Jahre lang politisch in der sächsischen Landespolitik. Auf den Landtagen 1833/34 bis 1839/40 vertrat er den 15. ländlichen Wahlbezirk (Amt Wolkenstein, Mühlenamt Annaberg und einige weitere Ortschaften) in der II. Kammer des Sächsischen Landtags. Heyn kaufte 1839 der Majorswitwe Amalie Auguste Sophie von Elterlein das Erbgericht nebst Fleischergut und zwei Schäfereien im klimatisch günstiger gelegenen Großpöhla ab und ließ sich dort nieder. Da er nicht mehr in seinem bisherigen Wahlbezirk ansässig war, schied er aus dem Landtag aus. Im 16. ländlichen Wahlbezirk (Amt Stollberg, Amt Grünhain und östlicher Teil des Amtes Schwarzenberg) wurde Heyn 1845 erneut in den Sächsischen Landtag gewählt. Von 1845/46 bis 1862 gehörte – mit einer kurzen Unterbrechung während der Revolutionsjahre 1848/49 – wiederum der II. Landtagskammer an.
Er war ab 1829 in zweiter Ehe mit Christiane Caroline geborene Böttiger (1808–1865) aus Mittweida/Erzg. verheiratet, einer Stieftochter des dortigen Erbrichters Christian Gottlieb Nestler. Heyn starb Ende Mai 1869 im Alter von 79 Jahren und hinterließ jeweils drei Kinder aus seinen beiden Ehen. Der Erbgerichtsbesitzer Friedrich August Nestler in Mittweida/Erzg. war ein Halbbruder seiner Ehefrau.